# Electra verticillata
Electra verticillata is een mosdiertjessoort uit de familie van de Electridae. De wetenschappelijke naam van de soort is, als Flustra verticillata, voor het eerst geldig gepubliceerd in 1786 door Ellis & Solander.